# Otis Thayer
Otis Thayer, conosciuto anche come Otis B. Thayer (Richland Center, 1863 – Los Angeles, 16 agosto 1935), è stato un regista, attore e sceneggiatore statunitense.

## Biografia
Nato nel Wisconsin nel 1863, fu negli anni dieci uno dei registi che lavorarono stabilmente con la casa di produzione Selig Polyscope. Specializzato nel western, dal 1911 al 1928, anno in cui terminò la sua carriera, diresse circa una sessantina di pellicole. Fu anche attore e sceneggiatore: recitò in circa una ventina di film e il suo nome appare nelle sceneggiature di quattro pellicole. Chiuse la carriera con una sua produzione, Tracy the Outlaw, film di cui firmò anche la regia.

## Filmografia
La filmografia è completa.

### Regista
- A Romance of the Rio Grande, co-regia di Colin Campbell (1911)
- The Bully of Bingo Gulch – cortometraggio (1911)
- Two Men and a Girl – cortometraggio (1912)
- A Modern Ananias – cortometraggio (1912)
- A Cowboy's Best Girl – cortometraggio (1912)
- The Scapegoat – cortometraggio (1912)
- The Girl He Left Behind – cortometraggio (1912)
- The Widow of Rickie O'Neal – cortometraggio (1912)
- The Horseshoe – cortometraggio (1912)
- The 'Diamond S' Ranch – cortometraggio (1912)
- Hypnotized – cortometraggio (1912)
- The Slip – cortometraggio (1912)
- All on Account of Checkers – cortometraggio (1912)
- His Chance to Make Good – cortometraggio (1912)
- Driftwood – cortometraggio (1912)
- Jack and Jingles – cortometraggio (1912)
- According to Law – cortometraggio (1912)
- The Vagabonds – cortometraggio (1912)
- A Citizen in the Making – cortometraggio (1912)
- The Mystery of Room 29 – cortometraggio (1912)
- The Adopted Son – cortometraggio (1912)
- Murray the Masher – cortometraggio (1912)
- The Double Cross – cortometraggio (1912)
- The Peculiar Nature of the White Man's Burden – cortometraggio (1912)
- An Unexpected Fortune – cortometraggio (1912)
- The Boob – cortometraggio (1912)
- The Wayfarer – cortometraggio (1912)
- A Cowboy's Mother – cortometraggio (1912)
- The Whiskey Runners – cortometraggio (1912)
- An Equine Hero, regia di Otis Thayer – cortometraggio (1912)
- Circumstantial Evidence – cortometraggio (1912)
- Saved by the Juvenile Court (1913)
- The Range War
- The Ace of Diamonds (1914)
- The Sins That Ye Sin (1916)
- The Awakening of Bess Morton (1916)
- The Great Treasure – cortometraggio (1917)
- The Power of Pin Money – cortometraggio (1917)
- The Boob – cortometraggio (1917)
- Father and Son – cortometraggio (1917)
- A Question of Honesty – cortometraggio (1917)
- Two-Dollar Gloves – cortometraggio (1917)
- The Evil Sag – cortometraggio (1917)
- The Daughter of Gas House Dan – cortometraggio (1917)
- A Social Climber – cortometraggio (1917)
- The Mystery of No. 47 (1917)
- The Prodigal's Return – cortometraggio (1917)
- The Love of Princess Olga – cortometraggio (1917)
- Little Red Riding Hood (1918)
- Miss Arizona (1919)
- The Desert Scorpion (1920)
- Wolves of the Street (1920)
- A Desperate Tenderfoot (1920)
- Finders Keepers (1921)
- A Western Feud (1921)
- The Golden Lure  (1921)
- The Outlaw's Revenge (1921)
- Out of the Depths (1921)
- Riders of the Range (1923)
- Soldato in gonnella (Finders Keepers) (1928)
- Tracy the Outlaw (1928)

### Attore
- A Novel Experiment, regia di Joseph A. Golden – cortometraggio (1911)
- Montana Anna, regia di Joseph A. Golden – cortometraggio (1911)
- The Mission Worker, regia di Joseph A. Golden – cortometraggio(1911)
- The New Editor, diretto da Joseph A. Golden (1911)
- Two Lives, regia di Joseph A. Golden – cortometraggio (1911)
- The Warrant, regia di Joseph A. Golden – cortometraggio (1911)
- A Fair Exchange, regia di Joseph A. Golden – cortometraggio (1911)
- The Gray Wolves, regia di Joseph A. Golden – cortometraggio (1911)
- A New York Cowboy, regia di Francis Boggs – cortometraggio (1911)
- A Tennessee Love Story, regia di Joseph A. Golden – cortometraggio (1911)
- Told in Colorado, regia di Joseph A. Golden – cortometraggio (1911)
- Why the Sheriff Is a Bachelor, regia di Joseph A. Golden e Tom Mix – cortometraggio (1911)
- Western Hearts, regia di Joseph A. Golden – cortometraggio (1911)
- Busy Day at the Selig General Office – documentario, cortometraggio (1911)
- Murray the Masher, regia di Otis Thayer (1912) – cortometraggio (1912)
- The Double Cross, regia di Otis Thayer – cortometraggio (1912)
- The Boob, regia di Otis Thayer – cortometraggio (1912)
- The Wayfarer, regia di Otis Thayer – cortometraggio (1912)
- Circumstantial Evidence, regia di Otis Thayer – cortometraggio (1912)
- The Desert Scorpion, regia di Otis Thayer (1920)

### Sceneggiatore
- A Romance of the Rio Grande, regia di Otis Thayer e Colin Campbell – cortometraggio (1911)
- The Bully of Bingo Gulch, regia di Otis Thayer – cortometraggio (1911)
- Two Men and a Girl, regia di Otis Thayer – cortometraggio (1912)
- A Modern Ananias, regia di Otis Thayer – cortometraggio (1912)
- The Scapegoat, regia Otis Thayer – cortometraggio (1912)
- The Widow of Rickie O'Neal, regia di Otis Thayer – cortometraggio (1912)

- Riders of the Range, regia di Otis Thayer (1923)

### Produttore
- Tracy the Outlaw, regia di Otis Thayer (1928)